# Nilda Pinto
Nilda Maria Geerdink-Jesurun Pinto (Willemstad, 12 december 1918 - Hengelo, 17 april 1954) was een Curaçaos schrijfster van kinderboeken. Zij legde zich als eerste toe op het optekenen in het Papiaments van kinderliedjes en -vertellingen uit de orale traditie van de Nederlandse Antillen.

## Biografie
Nilda Pinto werd geboren in de Zaantjesteeg te Otrobanda, in Willemstad als tweede kind van Henriette de Windt en Samuel Jesurun Pinto. Ze kreeg een rooms-katholieke opvoeding.
Na de MULO vertrok Pinto in de jaren 30 naar Bergen op Zoom om te studeren voor docent. In 1939 keerde ze terug naar Curaçao en ging werken in het St. Martinus Gesticht (St. Martinus College), waar ze zelf leerlinge was geweest. 

### Cultureel erfgoed
Naast haar werk als docente ijverde Pinto met haar zang- en vertelkwaliteiten meer bekendheid van de eigen taal en cultuur te geven aan jongeren. Vanaf 1943 verzorgde ze bij de Curom (Curaçaose Radio Omroep) het Papiamentstalige kinderuurtje met liederen en verhalen. Ze had een eigen kinderkoor, de Kanariepietjes, die ook bij de uitzendingen te horen was. Later verzorgde zij samen met onderwijsinspecteur Jan Droog het radioprogramma Onder de flamboyan, een praatprogramma met schoolgaande jongeren in de puberteit.

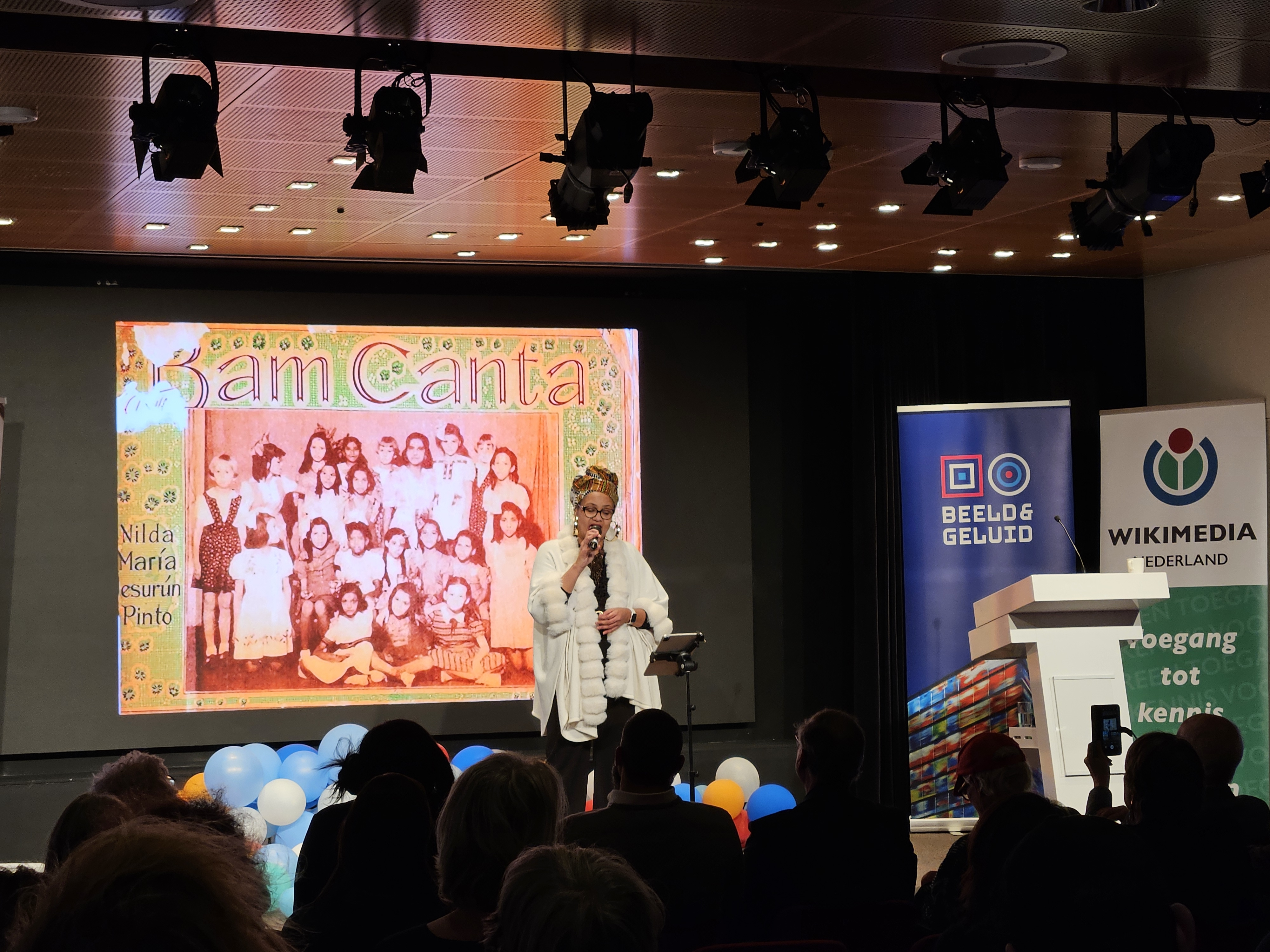
Liederen van Nilda Pinto tijdens Publiek Domeindag 2025

Pinto was een pionierster met haar twee bundels Corsouw ta kanta (Curaçao zingt, 1944) en Corsouw ta konta (Curaçao vertelt, 1954), waarin ze voor het eerst korte verhalen en liederen voor kinderen in het Papiaments had verzameld en opgetekend. Het waren fabeltjes, sprookjes en verhalen van de spin Nanzi, die gebruikelijk van grootmoeder op kleinkind werden overgedragen. Na deze bundels verscheen in 1947 Nos dushi papiamentu (Ons zoete Papiaments), een Papiaments leerboek geschreven voor Nederlanders die de taal niet kenden. Een jaar later volgde Bam canta (Laten we gaan zingen), in samenwerking met componist Rudolph Palm. Dit betrof een verzameling van 47 oude religieuze en seculiere liederen en nieuwe liedteksten, geschreven door een 30-tal auteurs op melodieën van lokale componisten, waaronder Rudolph Palm en Jacobo Palm. Het was de eerste geheel eigen Papiamentstalige zangbundel van Curaçao. 
In 1952 verscheen Cuentanan di Nanzi, verhalen over de spin Nanzi; het was vooral dit werk dat  bijdroeg aan het toegankelijk maken voor een breed publiek van de Antilliaanse orale woordkunst. Voor de oorspronkelijke versie van de Nanzi-verhalen raadpleegde zij werken in de West Indische Gids uit 1937, die zij naar het Papiaments bewerkte en voor kinderen geschikt maakte. In 1970 werden de Nanzi-verhalen door Jan Droog in het Nederlands bewerkt onder de titel Biba Nanzi! Serie volksverhalen uit de Nederlandse Antillen vanuit het papiaments naverteld. Later verscheen er een Engelse vertaling van de hand van de Schotse linguist, Richard Wood. In 1972 produceerde Radio Nederland Wereldomroep voor de TeleCuraçao een 10-delige televisieserie van de avonturen van "Compa Nanzi", geënt op de verhalen uit Cuentanan di Nanzi.

### Persoonlijk
Na de Tweede Wereldoorlog ontmoette ze op Curaçao Jan Geerdink, een machinist van de Koninklijke Marine. Op 24 december 1948 trouwden ze voor de staat en op 26 december 1948 voor de Sta. Anna Kerk. Samen kregen ze 3 kinderen: 1 dochter (1950) en 2 zoons (1951 en 1952).
Op 20 maart 1953 verhuisde het echtpaar naar het Nederlandse Hengelo. Daar overleed Pinto op 35-jarige leeftijd door complicaties in verband met haar vierde zwangerschap.
Als eerbetoon zijn naar haar vernoemd: een straat in de buitenwijk Brievengat (1959) en een school voor secundair beroepsonderwijs in de Wageningenstraat in Willemstad (1962).